# فيل هانكينسون
فيل هانكينسون (بالإنجليزية: Phil Hankinson)‏ مواليد 26 يوليو 1951 في أوغستا - الوفاة 19 نوفمبر 1996، كان لاعب كرة سلة أمريكي. بدأ مسيرته الاحترافية في سنة 1973. تم اختياره من قبل فريق بوسطن سيلتكس خلال الدرافت. بلغ طوله 6 قدم 8 بوصة (2.0 م). اعتزل اللعب في 1975.

## روابط خارجية
- فيل هانكينسون على موقع إن بي أي (الإنجليزية)
- فيل هانكينسون على موقع سبورتس رفرنس (الإنجليزية)
- فيل هانكينسون على موقع كلية كرة السلة في سبورتس رفرنس.كوم (الإنجليزية)
- فيل هانكينسون على موقع ريلجم (الإنجليزية)
- فيل هانكينسون على موقع بروبوليرز (الإنجليزية)